# Tom Kalin
Tom Kalin (Chicago, 30 novembre 1960) è un regista, sceneggiatore e produttore cinematografico statunitense, esponente di spicco del New Queer Cinema.

## Biografia
Il suo debutto registico risale al 1992, con il film indipendente Swoon, ispirato alla fatto di cronaca nera Leopold e Loeb. Swoon è passato in rassegna in molti festival internazionali, aggiudicandosi il premio per la miglior fotografia al Sundance Film Festival, miglior film ai Gotham Awards e varie nomination agli Independent Spirit Awards. Negli anni seguenti è stato produttore delle pellicole Go Fish e Ho sparato a Andy Warhol, inoltre a realizzato diversi cortometraggi e video sperimentali che sono stati proiettati in musei, festival e gallerie d'arte di tutto il mondo.
Nel 1997 è co-sceneggiatore del film Office Killer - L'impiegata modello. Nel 2001 era stato contattato da John Cameron Mitchell per co-dirigere Hedwig - La diva con qualcosa in più, ma la collaborazione non andò in porto. Nel 2007 dopo aver realizzato cortometraggi e documentari, torna alla regia cinematografica, dirigendo Julianne Moore, Stephen Dillane e Eddie Redmayne in Savage Grace, film incentrato sulla tormentata vita di Barbara Daly e del suo ambiguo rapporto con il figlio.
È apertamente gay, è stato uno dei membri fondatori del Gran Fury, collettivo attivista contro l'AIDS. Ha insegnato alla Brown University, all'Università Yale e al California Institute of the Arts. 
Attualmente è professore della European Graduate School e professore associato alla Facoltà di Cinema della Columbia University School of the Arts. Vive a New York assieme al compagno Craig Paul, i due ormai assieme da oltre quindici anni sono in lista per unirsi civilmente.

## Filmografia

### Regista
- Swoon (1992)
- Nation (1992)
- Geoffrey Beene 30 (1993)
- Nomads (1994)
- Plain Pleasures (1996)
- Third Known Nest (1999)
- The Robots of Sodom (2003)
- Savage Grace (2007)

### Sceneggiatore
- Swoon (1992)
- Nation (1992)
- Geoffrey Beene 30 (1993)
- Office Killer - L'impiegata modello (1997)
- Third Known Nest (1999)

### Produttore
- Swoon (1992) (co-produttore)
- Go Fish (1994) (produttore esecutivo)
- Ho sparato a Andy Warhol (I Shot Andy Warhol) (1996) (produttore)